# Anamizu
Anamizu (japanska: 穴水町?, Anamizu-machi) är en landskommun (köping) i Ishikawa prefektur i Japan. Den ligger på den sydöstra delen av Notohalvön.